# Pessimum
Das (ökologische) Pessimum (von lat. pessimus – am schlechtesten) bezeichnet den Grenzwert (Minimum oder Maximum) eines Toleranzbereichs einer biologischen Art, innerhalb dessen der jeweilige Organismus gerade noch existieren kann. Gegensatz dazu ist das (ökologische) Optimum.
Für abiotische Umweltfaktoren existiert für jede Art ein als Physiologische Potenz der Art bezeichneter Wertebereich, innerhalb dessen die Art existieren kann. Für den Faktor Temperatur wäre das zum Beispiel der Bereich, innerhalb dessen es für die Art weder zu heiß noch zu kalt ist. Wird der Wertebereich gegenüber dem Gedeihen der jeweiligen Art (gemessen zum Beispiel als Wachstumsrate, Überlebensrate oder Fortpflanzungsrate) grafisch aufgetragen, ergibt sich eine Optimumskurve. Dabei ergeben sich in der Regel zwei Pessima, ein Minimum und ein Maximum für den jeweiligen Faktor.    
Weitere Bedeutungen:
- Pessimum, ganz allgemein das Gegenteil von Optimum;
- Pessimum bezeichnet insbesondere die schlechtest mögliche Entwicklung bzw. Ausprägung, vgl. auch Pessimismus